# Гребешков Денис Сергійович
Денис Сергійович Гребешков (рос. Денис Сергеевич Гребешков; 11 жовтня 1983, м. Ярославль, СРСР) — російський хокеїст, захисник. Виступає за СКА (Санкт-Петербург) у Континентальній хокейній лізі. Заслужений майстер спорту Росії (2009).
Вихованець хокейної школи «Локомотив» (Ярославль). Виступав за «Локомотив» (Ярославль), «Лос-Анджелес Кінгс», «Манчестер Монаркс» (АХЛ), «Нью-Йорк Айлендерс», «Бріджпорт Саунд-Тайгерс» (АХЛ), «Едмонтон Ойлерс», «Нашвілл Предаторс».
В чемпіонатах НХЛ — 227 матчів (17+67), у турнірах Кубка Стенлі — 2 матча (0+2).
У складі національної збірної Росії учасник зимових Олімпійських ігор 2010 (4 матча, 0+1), учасник чемпіонатів світу 2007, 2008, 2009, 2010 і 2011 (38 матчів, 2+10). У складі молодіжної збірної Росії учасник чемпіонатів світу 2001, 2002 і 2003. У складі юніорської збірної Росії учасник чемпіонату світу 2001.
Досягнення
- Чемпіон світу (2008, 2009), срібний призер (2010), бронзовий призер (2007)
- Чемпіон Росії (2002, 2003)
- Володар Кубка Шпенглера (2010)
- Переможець молодіжного чемпіонату світу (2002, 2003)
- Переможець юніорського чемпіонату світу (2001).